# Туричин, Илья Афроимович
Илья Афроимович Туричин (1921—2001) — русский советский прозаик, известный произведениями детской литературы, а также драматург, журналист, театральный актёр. Член Союза писателей СССР. Член КПСС.

## Биография
Родился в Петрограде в 1921 году. Отец — Афроим Моисеевич Туричин (1898—1961), впоследствии крупнейший в СССР специалист по электроизмерительным приборам.
С детства увлекался театром, из 8 класса ушёл работать учеником осветителя в Александринский театр. Выходил на сцену в качестве статиста, был принят во вспомогательный состав БДТ. В 1939 году сдал экзамены за 10 классов экстерном и поступил на актёрское отделение Ленинградского театрального института. Отслужил в армии. С началом Великой Отечественной войны ушёл на фронт, был тяжело ранен в боях за Ярцево. После демобилизации завершил обучение в институте (1946). Работал актёром Нижне-Тагильского и Калининского драматических театров. Затем вернулся в Ленинград, работал в газетах «Ленинские искры» и «Искорка». Печататься начал с 1943 года, а с 1947 — занимался только литературным трудом.
Умер 21 января 2001 года в Санкт-Петербурге.

## Творчество
Автор многочисленных произведений, адресованных детям и посвящённых в основном военной тематике.
В состоящей из трёх книг серии остросюжетных романов писателя («Кураж» (1983); «Братья» (1984); «Весна сорок пятого» (1986)) рассказывается о судьбе артистов цирка Петра и Павла Лужиных, которые во время Великой Отечественной войны стали активными участниками борьбы с фашистами.
Написал назидательно-пропагандистскую фантастическую повесть для детей «Приключения октябренка Васи Сомова в прошлом» (1967).

## Произведения

### Романы
- Кураж (1983)
- Братья (1984)
- Весна сорок пятого (1986)

### Повести
- Недремлющий лес (1959)
- Дороги, которые мы выбираем (1962)
- А вишни цветут (1963)
- Только чистыми руками (1963)
- Кому лететь? (1964)
- Крайний случай (1965)
- Сегодня солнце не зайдёт (1965)
- Приключения октябренка Васи Сомова в прошлом (1967)
- Операция «Осечка» [Осечка] (1968)
- Закон тридцатого (1969)
- Люська (1974)
- Видеть солнце! (1977)
- Лейтенант Марушев (1977)
- Повесть, оборвавшаяся в сорок третьем (1977)
- Сучок (1977)
- Женя Голубев (1989)

### Рассказы
- Марка (1952)
- Белое кимоно (1952)
- Зёрна (1952)
- Подпись Эйно (1952)
- Голубь (1952)
- Андрейкин счёт (1962)
- Иду варить сталь. Рассказ об одном романтике (1962)
- Семь героев (1962)
- Сердце солдата (1963)
- В разведке (1964)
- Воскресенье (1964)
- Высота [Высота-407] (1964)
- Две буквы (1964)
- Дружба (1964)
- За передним краем (1964)
- История одного протокола (1964)
- Первый день (1964)
- Подснежники (1964)
- Свидание (1964)
- Чайка (1964)
- Флаги (1964)
- Юнга с торпедного (1964)
- Три Андрюши и Добрый Волшебник (1966)
- Повесть о мужестве (1967)
- Осечка. История с переодеваниями, погоней и собакой по кличке Гром (1971)
- «Просто Федя» (1971)
- Мария Васильевна и четыре краски (1973)
- Защитники (1980)
- Земляника (1980)
- Сапоги (1980)
- Маришкина пушка (1980)

### Пьесы
- Перепутье (Жрецы Мельпомены) (1971)